# Jean-Bédel Georges Bokassa
Jean-Bédel Georges Bokassa (ur. 2 listopada 1973) – następca tronu Cesarstwa Środkowoafrykańskiego.
Jest synem Jeana-Bédela Bokassy i jego żony Catherine Denguiadé. Po ogłoszeniu się przez ojca cesarzem został mianowany przez niego następcą tronu. Wziął udział w wielkiej ceremonii jego koronacji, która miała miejsce 4 grudnia 1977.